# Кубинка (авиабаза)
Ку́бинка — военный аэродром в Московской области, в 5 километрах северо-западнее города Кубинка.
До июля 2009 года являлся аэродромом совместного базирования. По состоянию на 2012 год возможен эпизодический приём воздушных судов гражданской авиации (Ту-134, Challenger-300, Learjet-60, Bombardier BD 100, Bombardier GE XRS, Bombardier Global 5000) в светлое время суток с посадочным курсом 220° (при метеоминимуме 240х4500 м) по разовым разрешениям Росавиации. С 2015 года территория авиабазы входит в состав военно-патриотического парка культуры и отдыха Вооруженных Сил Российской Федерации «Патриот».
На аэродроме Кубинка дислоцированы:
- 237-й гвардейский Проскуровский Краснознамённый орденов Кутузова и Александра Невского центр показа авиационной техники (ЦПАТ) имени И. Н. Кожедуба (самолёты Су-27, МиГ-29, Ан-30). В состав 237-го ЦПАТ входят пилотажные группы «Стрижи» и «Русские Витязи».
- Кубинский АТСК РОСТО (полное наименование: НОУ ПДО «Кубинский авиационно-технический спортивный клуб РОСТО»); в 2009 году поднят вопрос о его переносе на другой аэродром[3].
- ОАО «121 авиационный ремонтный завод».

Добраться до аэродрома можно на автобусах 28, 28-1, 53, 69  до остановки «Первый КПП» (на данный момент КПП не функционирует).

## История
Аэродром основан в 1932 году.
Ранее (в советский период) здесь дислоцировались:
- в 1938—1941 24-й истребительный авиационный полк;
- в 1939—1941 11-й истребительный авиационный полк;
- в 1945—1950 29-й гвардейский и 196-й истребительные авиационные полки;
- в 1950—1993 штаб 9-й истребительной авиационной дивизии, в состав которой входили 32-й гиап, 234-й гиап и 274-й апиб;
- в 1950—1967 32-й гвардейский истребительный авиационный полк;
- в 1951—1974 274-й авиационный полк истребителей-бомбардировщиков (до 1960 г. — 274-й иап);
- в 1952—1991 234-й гвардейский истребительный авиационный полк, на базе которого в 1991 году был создан 237-й центр показа авиационной техники.

Командиры 234-го иап:
- подполковник Шульженко, Николай Николаевич 1951 г.
- подполковник Бабаев Александр Иванович 1951—1954 гг.
- подполковник Кудрявцев Иван Иванович 1954—1959 гг.
- полковник Мантуров Паисий Филиппович 1959—1965 гг.
- подполковник Медведев Виктор Иванович 1965—1970 гг.
- подполковник Хиль Дмитрий Васильевич 1970—1971 гг.
- подполковник Фоломеев Дмитрий Алексеевич 1971—1973 гг.
- подполковник Басистов Георгий Петрович 1973—1975 гг.
- подполковник Благодарный Анатолий Иванович 1975—1979 гг.
- подполковник Васильев Анатолий Андреевич 1979—1980 гг.
- подполковник Задвинский Геннадий Степанович 1980—1983 гг.
- полковник Басов Владимир Павлович 1983—1988 гг.
- полковник Мозговой Александр Иванович 1988—1989 гг.

Командиры 237 ЦПАТ:
- полковник Бычков Виктор Георгиевич 1989—1997 гг.
- полковник Кутузов Александр Николаевич 1997—2000 гг.
- полковник Омельченко Анатолий Иванович 2000—2006 гг.
- полковник Ткаченко Игорь Валентинович 2006—2009 гг. (Погиб при выполнении тренировочного полета в рамках подготовки к авиашоу.)
- полковник Петров Александр Георгиевич 2009—2011 гг.
- полковник Пономарев Василий Федорович 2011—2014 гг.
- полковник Шатайло Константин Анатольевич 2014—2018 гг.
- полковник Алексеев Андрей Анатольевич (с 2018 года)[4]

В 2009 году некоторые СМИ сообщали о возможной передаче аэродрома частному инвестору для создания на его базе аэропорта бизнес-авиации, однако последующее развитие событий опровергло такую точку зрения.
В апреле 2010 года две трети территории аэродрома были проданы на аукционе компании ЗАО «Аэропорт Кубинка», принадлежащей холдингу «Нафта-Москва» бизнесмена Сулеймана Керимова.
В декабре 2011 года СМИ сообщали, что подмосковный аэродром «Кубинка» открыт правительством для выполнения международных полетов. Однако это не соответствует действительности и не подтверждается действующими аэронавигационными документами Российской Федерации.